# غلام رضا محرابي
غلام رضا محرابي (الفارسية: غلامرضا محرابی؛ توفي في 13 يونيو 2025) هو قائد عسكري، وعميدًا إيرانيًا في الحرس الثوري الإيراني. شغل منصب نائب رئيس الاستخبارات في هيئة الأركان العامة للقوات المسلحة للجمهورية الإسلامية الإيرانية من عام 2016 حتى وفاته في عام 2025 أثناء الحرب الإيرانية الإسرائيلية.

## الحياة المهنية
كان محرابي قائدًا عسكريًا خلال الحرب العراقية الإيرانية التي استمرت ثماني سنوات.
في 16 فبراير 2013، ردًا على دعوات من بعض المسؤولين الإيرانيين للدخول في مفاوضات نووية مع الولايات المتحدة ، صرح محرابي: "إذا تراجعنا فسوف يتقدمون أكثر، لذلك نقاوم. إيران دولة عظيمة ذات ممتلكات وفيرة؛ لديها جيش قوي وشعب ذكي وقيادة حاسمة وموارد طبيعية وطاقة كثيرة. لذلك، إذا كنا حاضرين وواعين فلن يحدث شيء". كما رفض فكرة أن المفاوضات ستؤدي إلى رفع العقوبات، واصفًا إياها بأنها "كذبة"، وصرح أيضًا "إن هدف العقوبات هو تحريض الشعب ضد السلطات، ولكن يجب على المرء أن يقبل أننا تمكنا من إدارة هذه المشاكل بقوة وتجاوزناها".
عُيّن نائبًا لرئيس الاستخبارات في هيئة الأركان العامة للقوات المسلحة للجمهورية الإسلامية الإيرانية في عام 2016، وهو المنصب الذي وضعه في مركز عمليات الاستخبارات العسكرية الإيرانية.

## وفاته
قُتل محرابي في 13 يونيو 2025 أثناء الضربات الإسرائيلية على إيران في يونيو 2025. وقد أدت الضربات التي استهدفت البنية التحتية العسكرية والاستخباراتية في طهران وما حولها بالإضافة إلى مواقع أخرى، إلى مقتل العديد من كبار المسؤولين الإيرانيين، بما في ذلك محرابي والعميد مهدي رباني، الذي كان نائب رئيس العمليات. ووصفت وسائل الإعلام الإيرانية الرسمية والبيانات الرسمية محرابي ورباني بأنهما "شهيدين"، مؤكدة على خدمتهما خلال الحرب الإيرانية العراقية وأقدميتهما داخل القوات المسلحة.